# Maurice Spears
Maurice Spears (* Oklahoma City) ist ein US-amerikanischer Posaunist, Musikpädagoge und Kopist, der vor allem als Sessionmusiker im Bereich des Jazz, Rhythm and Blues und der Popmusik bekannt wurde.

## Biografie
Maurice Spears’ Eltern besaßen ein Café in Oklahoma City, wo Jazzbands und Solisten auftraten. Mit 27 Jahren leitete er eine eigene Big Band und verschiedene Ensembles, mit denen er in Nachtclubs und als Begleitband von in Oklahoma gastierenden Künstlern wie Lou Rawls, Jackie Wilson und Jesse Belvin spielte.
Er graduierte in Musikpädagogik an der Langston University und absolvierte ein Graduiertenstudium an der University of Oklahoma in Norman. Seinen Militärdienst leistete an der Navy School of Music in Washington, D.C.; später gehörte er der 62nd Army Band an. 1966 zog Spears nach Los Angeles, wo er 1967 Mitglied im Ray Charles Orchestra wurde und auf weltweite Tourneen ging.
Er wirkte auch bei Aufnahmen u. a. von Buddy Collette, The Crusaders, Lionel Hampton, Herbie Hancock, Carmen McRae, Jimmy Smith und Gerald Wilson mit.
Später unterrichtete er in Los Angeles und in Oklahoma City an öffentlichen Schulen; er ist Mentor eines Posaunen-Programms der Thurman Green Memorial Scholarship Foundation. Außerdem ist er international als Kopist tätig und arbeitete dabei für Benny Golson, die Carnegie Hall Jazz Band, Oliver Nelson, Gerald Wilson, Benny Carter, Dr. John, Diana Krall, die WDR Big Band, James Morrison, Lena Horne oder Peggy Lee.
1995 gründete er mit den befreundeten Posaunisten George Bohanon, Garnett Brown und Thurman Green die Formation BoneSoir. Gegenwärtig spielt er im Clayton-Hamilton Jazz Orchestra, in dem er auch als Bibliothekar, Kopist und Bassposaunist tätig ist.
Spears ist außerdem bei Aufnahmen von Oscar Brashear (Time Is Running Out und Hawthorne Nights, 1976), Horace Silver (Silver 'n Brass, 1975, It's Got to Be Funky, 1993 und Pencil Packin' Papa, 1994), Earth, Wind & Fire (I Am, 1979), Milt Jackson (Explosive!, 1999), Michael Bublé (Call Me Irresponsible, 2007) und zuletzt bei Elvis Costello (Church Underground) sowie Elton John/Leon Russells Kooperation The Union (2010) zu hören.
2004 wurde er in die Oklahoma Jazz Hall of Fame aufgenommen.